# Hinematioro
Hinematioro, född okänt år, död 1823, var en regerande drottning eller hövding, av maoristammen Te Aitanga-a-Hauiti mellan Whangara och Uewa på Nya Zeeland.  
Hinematioro var dotter till prins Tane-toko-rangi, barnbarn till hövding Konohi av Whangara och Uawa, och prinsessan Ngunguru-te-rangi, barnbarn till Rerekohu av Ngati Porou och Te Whanau-a-Apanui. Hennes föräldrars äktenskap hade arrangerats som en fredsallians efter år av krig.     
Hinematioro ärvde genom sin far en politiskreligiös status, mana, som gjorde henne till en helig person, tapu, och hövding eller regerande drottning över Te Pourewa, och utövade makt över ett område som sträckte sig mellan nuvarande Poverty Bay till Hicks Bay på Nya Zeelands östkust. Det är inte känt när hon blev drottning, men hon omtalas som en kvinna med hög ställning vid den tidpunkt James Cook upptäckte Nya Zeeland år 1769.  
Hinematioro valde själv att gifta sig med prins Te Hoatiki, och hade fyra döttrar med honom: en av dem Ngarangi-ka-hiwa, blev genom Rongo-tu-mamao mor till den senare berömda maoriledaren Te Kani-a-Takirau. Hon var omtalad för sin skönhet, godhet, gästfrihet och politiska förmåga, och var föremål för stor dyrkan bland maorierna: det omtalas att hon var för helig för att gå, och därför bars omkring i bärstol när hon visade sig offentligt. Hon lät omfördela välståndet bland maorierna genom att dela ut gåvor under offentliga fester. Tidiga européer på Nya Zeeland, som missionären Thomas Kendall som kom dit 1815, utpekade henne som en mäktig potentat och "stor drottning" bland maorierna. 
Hinematioro drunknade 1823 under en flykt via havet då hennes bosättning belägrades av en fientlig stam. 
Arekologiska lämningar, såsom de figurer som utsmyckade hennes kanot, finns bevarade. 